# Diócesis de Dorpat
La diócesis de Dorpat o de Tartu (en latín: Dioecesis Tarbatensis y en estonio: Tartu piiskopkond) fue una circunscripción eclesiástica de la Iglesia católica en Estonia. Fue suprimida de facto el 23 de agosto de 1558 cuando su obispo fue depuesto por el Imperio ruso, y quedó suprimida de hecho al morir su último obispo católico en junio de 1563. Se trataba de una diócesis latina, sufragánea de la arquidiócesis de Riga. Además de su función episcopal, los obispos de Dorpat tenían poder temporal, ya que Dorpat era un principado eclesiástico dentro del Sacro Imperio Romano Germánico, el principado episcopal de Dorpat.

## Territorio y organización
| Orden livonia Obispado de Curlandia Obispado de Ösel-Wiek | Obispado de Dorpat Ciudad de Riga Arzobispado de Riga |

La Terra Mariana antes del estallido de la guerra livonia:
Orden livonia
Obispado de Curlandia
Obispado de Ösel-Wiek
Obispado de Dorpat
Ciudad de Riga
Arzobispado de Riga

La diócesis se extendía inicialmente por los antiguos condados de: Ugandi, Sakala, Soopoolitse, Sakala, Mõigu, Alempois y Nurmekund (Ugenois cum Waigel, Sobolitz, Saccala cum Moicke, Alumbus et Nurmegunde) ubicados en el sudeste de Estonia. Sin embargo, la autoridad secular como príncipe imperial se reducía a la mitad oriental de la diócesis, ya que la parte occidental estaba bajo el gobierno de la Orden Livonia. Su territorio desde el 26 de septiembre de 2024 está incluido en la diócesis de Tallin.
La sede de la diócesis se encontraba en la ciudad de Tartu (en alemán: Dorpat), en donde se hallan las ruinas de la Catedral de San Pedro y San Pablo, destruida por los rusos circa 1563.

## Historia
Las Cruzadas bálticas fueron sancionadas por el papa y protagonizadas mayoritariamente por alemanes del Sacro Imperio Romano Germánico y daneses. Una de ellas fue la Cruzada de Livonia, que fue la conquista del territorio que constituyen las actuales Estonia y Letonia. Las cruzadas acabaron con la creación el 2 de febrero de 1207 de un estado eclesiástico llamado Terra Mariana en los territorios conquistados, como principado del Sacro Imperio Romano Germánico, proclamado por el papa Inocencio III en 1215 como dependiente de la Santa Sede La Terra Mariana y el ducado de Estonia, tierras en la orilla oriental del mar Báltico, fueron los últimos confines de Europa en ser cristianizados. Después del éxito de la Cruzada, los territorios ocupados, alemán y danés, fueron divididos en seis principados feudales por el legado apostólico Guillermo de Módena, uno de ellos fue el de Leal (la actual Lihula).
El primer obispo de la diócesis de Leal, el cisterciense Teodorico (Dietrich), estableció la sede episcopal en Leal, en el oeste del país, probablemente en 1211. Después de la conquista de Tartu por el obispo de Riga y los Hermanos Livonios de la Espada en 1224 el obispo Hermann trasladó la sede a Dorpat, en el sureste de la actual Estonia. Entre 1223 y 1224, el obispo había residido en Otepää. El título de obispo de Dorpat se estableció el 6 de noviembre de 1235, hasta entonces fue oficialmente obispo de Leal en la jerarquía de la Iglesia católica. El papa Inocencio IV confirmó el traslado el 5 de febrero de 1234, cuando se estableció en Leal el obispo de Ösel-Wiek. 
El 6 de noviembre de 1225 el obispado pasó a ser un feudo del principado de Enrique, el rey de Romanos, y el 1 de diciembre fue creado como una marca del Sacro Imperio Romano Germánico.
Originalmente sufragánea de la arquidiócesis de Lund, en 1253 Dorpat pasó a formar parte de la provincia eclesiástica de la arquidiócesis de Riga. Se sabe que durante 1268, Friedrich, el entonces obispo de Dorpat, se llamó a sí mismo también como el "obispo de Carelia", quedando como antecedente de los títulos nobles de corta duración.
El obispo Hermann von Buxhoeven se encuentra entre los obispos-príncipes de Dorpat más conocidos y famosos por liderar (y ser derrotado) las tropas de la Orden Teutónica contra los ejércitos del príncipe Alejandro Nevski de la República de Nóvgorod en la Batalla del Lago Peipus (5 de abril de 1242). En 1262 Tartu fue destruida por tropas rusas del príncipe Dmitri de Pereslavl, pero el obispo logró resistir en el castillo de la ciudad. En la década de 1280, Dorpat se unió a la Liga Hanseática y como en toda Estonia y Letonia, la nobleza era mayoritariamente de habla alemana.
El 10 de enero de 1525 la catedral sufrió graves daños como consecuencia de una revuelta iconoclasta protestante.
Durante la Guerra livonia el 18 de julio de 1558 Tartu fue conquistada por las tropas rusas, mientras que el resto de la diócesis fue conquistada durante 1558, por lo que la diócesis y el obispado principesco de Dorpat dejaron de existir. El último obispo en comunión con la Santa Sede fue Hermann Weiland, depuesto por los rusos el 23 de agosto de 1558, deportado a Rusia y fallecido en junio de 1563. En 1570 los rusos establecieron en Tartu una diócesis de la Iglesia ortodoxa rusa.
Cuando en 1582 Tartu cayó en manos de la República de las Dos Naciones luego de la Paz de Jam Zapolski, los nuevos gobernantes católicos planearon reconstruir la catedral y restablecer la diócesis, pero la guerra polaco-sueca (1600-1611) lo impidió y en 1625 cayó en manos de los suecos luteranos.

## Episcopologio
- Hermann von Buxhoeven † (6 de noviembre de 1235-1245 renunció)
- Bernhard † (1245-1254)
- Alexander † (1263-18 de febrero de 1268 falleció)
- Friedrich von Haseldorf † (1268-4 de diciembre de 1285 falleció)
- Bernhard † (antes del 12 de febrero de 1289-después de 1299 falleció)
- Dietrich von Vischhausen † (1303-1312 falleció)
- Nicolaus, O.P. † (15 de enero de 1313-1319/1321 falleció)
- Engelbert von Dahlen † (26 de noviembre de 1323-18 de octubre de 1341 nombrado arzobispo de Riga)
- Wessel † (25 de septiembre de 1342-? falleció)
- Johann von Vischhausen † (23 de octubre de 1346-? falleció)
- Heinrich de Velde † (5 de septiembre de 1373-1378 falleció)
- Dietrich Damerau † (21 de diciembre de 1378-1400 renunció)
- Heinrich Wrangel † (15 de diciembre de 1400-después de 5 de junio de 1403 falleció)
- Bernhard † (7 de enero de 1411-antes de 1413 falleció)
- Dietrich Ressler † (14 de abril de 1413-1426 falleció)
- Dietrich Gronow † (16 de febrero de 1427-1438 falleció)
- Bartholomaeus Sawijerwe † (17 de marzo de 1443-1457 falleció)
- Helmich † (22 de diciembre de 1459-? renunció)
- Andreas † (5 de diciembre de 1468-1473 falleció)
- Johann Bertkow † (6 de junio de 1473-1484 falleció)
- Dietrich Hake † (18 de julio de 1485-1499 falleció)
- Johann Buxhöwden † (20 de marzo de 1499-1503 falleció)
- Gerhard Schwut † (22 de diciembre de 1505-1514 falleció)
- Johann Duisburg † (15 de mayo de 1514-1514 falleció)
- Christian Bomhower † (30 de octubre de 1514-? falleció)
- Johann Blankenfeld † (19 de junio de 1518-29 de junio de 1524 nombrado arzobispo de Riga)
- Johann Gellingshausen † (16 de agosto de 1532-después de 9 de marzo de 1543 falleció)
- Jobst von der Reck † (21 de abril de 1544-1552 renunció)
- Hermann Weiland, O.Cist. † (25 de junio de 1554-junio de 1563 falleció)